# Dorota Bukowska
Dorota Anna Bukowska, coniugata Rożek e, successivamente, Szwichtenberg (Gdynia, 20 aprile 1972), è un'ex cestista polacca.

## Carriera
Con la Polonia ha disputato i Campionati europei del 1999 e i Giochi olimpici di Sydney 2000.